# فینال جام حذفی فوتبال انگلستان ۲۰۱۳
فینال جام حذفی فوتبال انگلستان ۲۰۱۳ رقابت پایانی جام حذفی فوتبال انگلستان در سال ۲۰۱۳ میلادی است که مابین دو تیم منچستر سیتی و ویگان در ورزشگاه ومبلی لندن برگزار شده است.
این مسابقه که در تاریخ ۱۱ مه ۲۰۱۳ انجام شده با نتیجه یک بر صفر به سود باشگاه فوتبال ویگان اتلتیک به پایان رسیده است.

## جزئیات مسابقه
| ویگان           | ۱ – ۰ | منچستر سیتی |
| --------------- | ----- | ----------- |
| بن واتسون ۱+۹۰' | گزارش |             |